# Jurij Fedasz
Jurij Petrowycz Fedasz (ukr. Юрій Петрович Федаш; ur. w 1980 r. w Borkach Wielkich) – ukraiński marynarz w stopniu kapitana I rangi, były dowódca trałowca Czerkasy.
W trakcie przejmowania przez Rosjan ukraińskiej floty na Krymie, podjął on dwukrotną, nieskuteczną próbę przedostania się przez blokadę morską na Donuzławiu. Ostatecznie po staranowaniu go przez rosyjski holownik oraz szturmie sił specjalnych, okręt został przejęty przez okupanta 25 marca 2014 r., a jego załoga zmuszona do zejścia na ląd.
W marcu 2014 r. został wyróżniony tytułem honorowego obywatela miasta Czerkasy.
Od 2017 roku pełni funkcję szefa wydziału szkolenia bojowego Marynarki Wojennej Ukrainy.

## Odznaczenia
- Medal „Za wojskową służbę Ukrainie” — za bezinteresowną służbę narodowi ukraińskiemu, wzorowe wykonywanie obowiązków wojskowych oraz z okazji Dnia Sił Zbrojnych Sił Zbrojnych Ukrainy[5]
- Order Daniela Halickiego — za osobistą odwagę i bohaterstwo wykazane w obronie suwerenności państwowej i integralności terytorialnej Ukrainy, wierność przysiędze wojskowej, wysoce profesjonalne wykonywanie obowiązków[6]